# Shin Kong Life Tower
Shin Kong Life Tower — хмарочос в Тайбеї, Тайвань. Висота 51-поверхового будинку становить 245 метрів. Будівництво було завершено в 1993 році і до відкриття Tuntex Sky Tower в 1997 році був найвищим будинком Тайваню. 
На 46-поверсі хмарочосу розташована обсерваторія, котра була закрита в 2006 році.